# Космос-2156
Космос-2156 — советский спутник оптической разведки Земли серии космических аппаратов «Космос», тип Янтарь-4К2.

## Первоначальные орбитальные данные спутника
- Перигей (км) — 176
- Апогей (км) — 369
- Период обращения вокруг Земли (мин.) — 89,6
- Угол наклона плоскости орбиты к плоскости экватора Земли — 68,1°

## Аппаратура, установленная на спутнике
- научная аппаратура для оптической разведки
- радиосистема для точного измерения элементов орбиты
- радиотелеметрическая система для передачи данных о работе приборов и научной аппаратуры